# Неделькін Геннадій Михайлович
Геннадій Михайлович Неделькін (рос. Геннадий Михайлович Неделькин; нар. 15 березня 1934) — радянський та російський футболіст, нападник та півзахисник, футбольний тренер. Заслужений тренер Таджицької РСР (1966).

## Життєпис
У 1950-х років виступав за клубну команду московського «Динамо» у змаганнях колективів фізкультури. 1958 року зіграв два матчі за дубль динамівців у першості дублерів. Того ж року перейшов до «Шахтаря» (Караганда), де провів півсезону. Потім три роки виступав за клуби Ташкента — «Пахтакор», «Мехнат», «Старт», а в останньому з вище вказаним клубом займав посаду граючого тренера.
1958 року закінчив Московський інститут фізичної культури.
У 1962 році завершив кар'єру гравця та розпочав самостійну тренерську роботу. Протягом семи сезонів (1962—1968) очолював «Памір» (Ленінабад), з яким у 1966 році здобув перемогу в зональному турнірі класу «Б», за що отримав звання заслуженого тренера Таджицької РСР.
Потім багато років працював тренером команд із сибірського регіону та Середньої Азії. У 1979 та 1981—1982 роках знову тренував команду з Ленінабада, загалом під його керівництвом команда зіграла понад 300 матчів. З тюменським «Геологом» 1986 року став переможцем зонального та фінального турнірів другої ліги. Став одним із перших тренерів в історії читинського «Локомотива», саме він привів у команду Наїля Галімова, який став найкращим бомбардиром в історії клубу. З холмським «Сахаліном» став 1990 року переможцем зонального турніру другої нижчої ліги СРСР.
Завершив самостійну тренерську кар'єру 1993 року у міаському «Торпедо». У 1997-1999 роках був тренером у ФК «Локомотив» (Чита), а в 2000 році працював тренером-консультантом у ФК «Металург» (Красноярськ).

## Досягнення
- Друга ліга СРСР (зональний турнір)
  -  Чемпіон (3): 1966, 1986, 1990